# Frakcja (chemia)
Frakcja – część mieszaniny wyodrębniana w procesie rozdzielania (np. rektyfikacji, destylacji, chromatografii, odwirowywania, rekrystalizacji). Rozdział mieszaniny na frakcje jest możliwy dzięki zróżnicowaniu właściwości fizycznych jej składników.
W przypadku destylacji frakcją jest część destylatu zebrana w danym przedziale temperatury wrzenia.